# Берріоплано
Берріоплано, Берріобейті (ісп. Berrioplano (офіційна назва), баск. Berriobeiti) — муніципалітет в Іспанії, у складі автономної спільноти Наварра. Населення — 4344 особи (2009).
Муніципалітет розташований на відстані близько 320 км на північний схід від Мадрида, 5 км на північний захід від Памплони.
На території муніципалітету розташовані такі населені пункти: (дані про населення за 2009 рік)
- Айсоайн: 365 осіб
- Аньєскар: 198 осіб
- Артіка: 2274 особи
- Бальяріайн: 17 осіб
- Берріоплано: 602 особи
- Берріосусо: 648 осіб
- Елькарте: 28 осіб
- Ларрагета: 80 осіб
- Лоса: 63 особи
- Отейса: 69 осіб

## Демографія
Динаміка населення (INE ):

## Галерея зображень

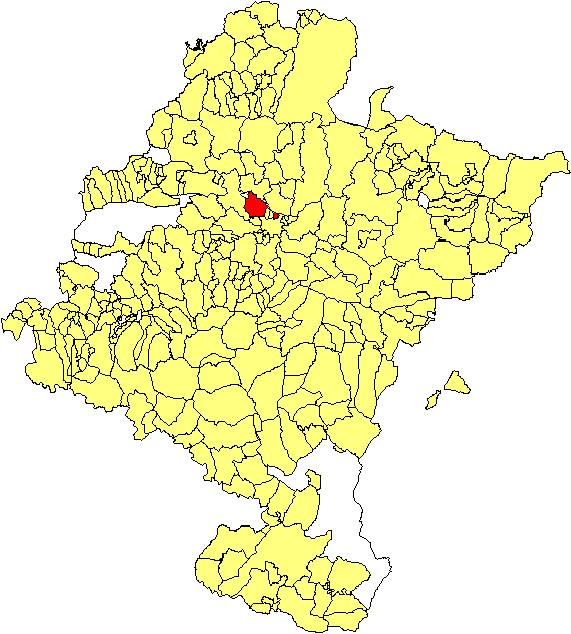
Розташування муніципалітету